# Qiantu K50
Qiantu K50 – elektryczny supersamochód klasy średniej produkowany pod chińską marką Qiantu w latach 2018–2020.

## Historia i opis modelu

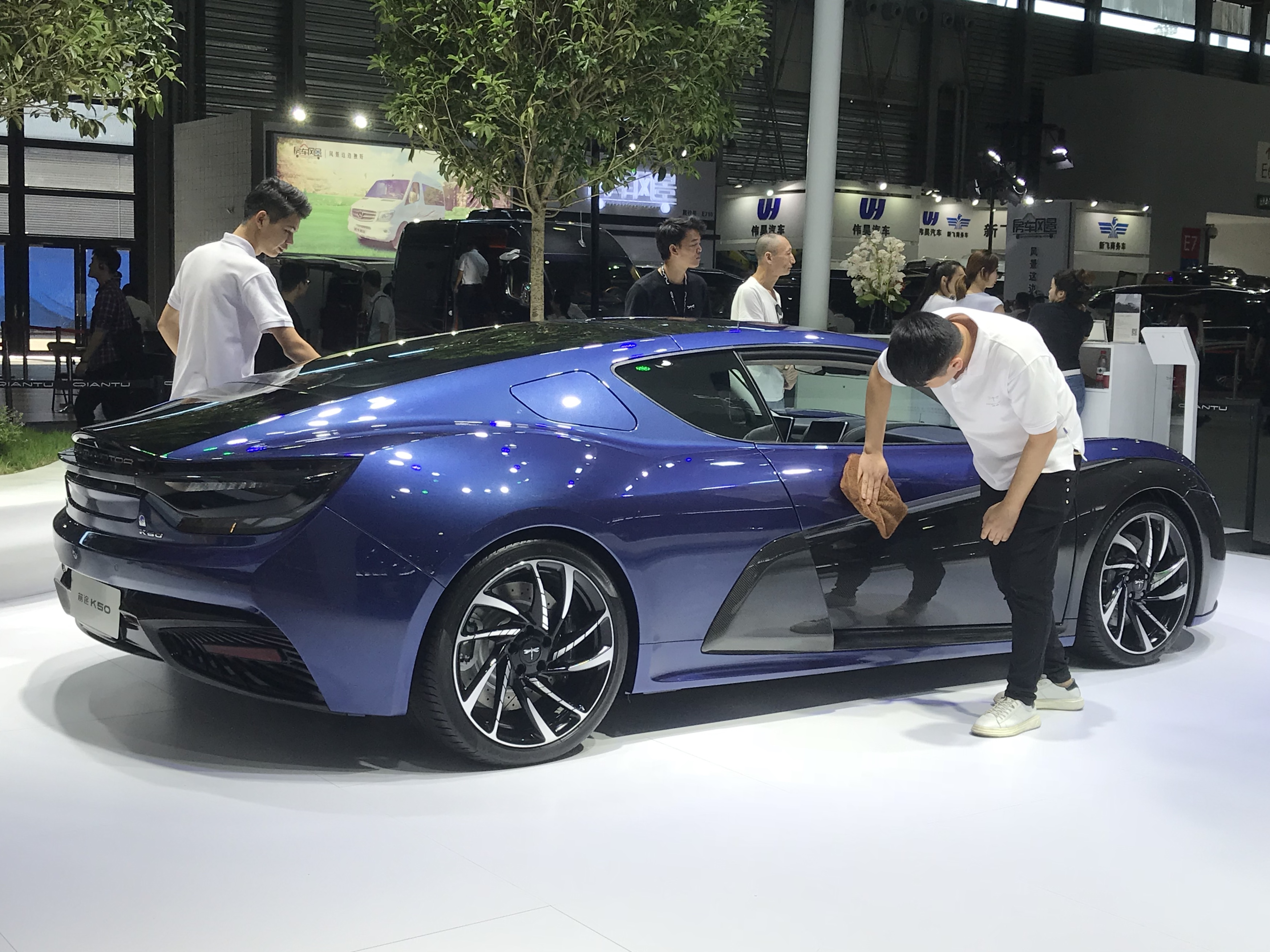
Qiantu K50 - tył

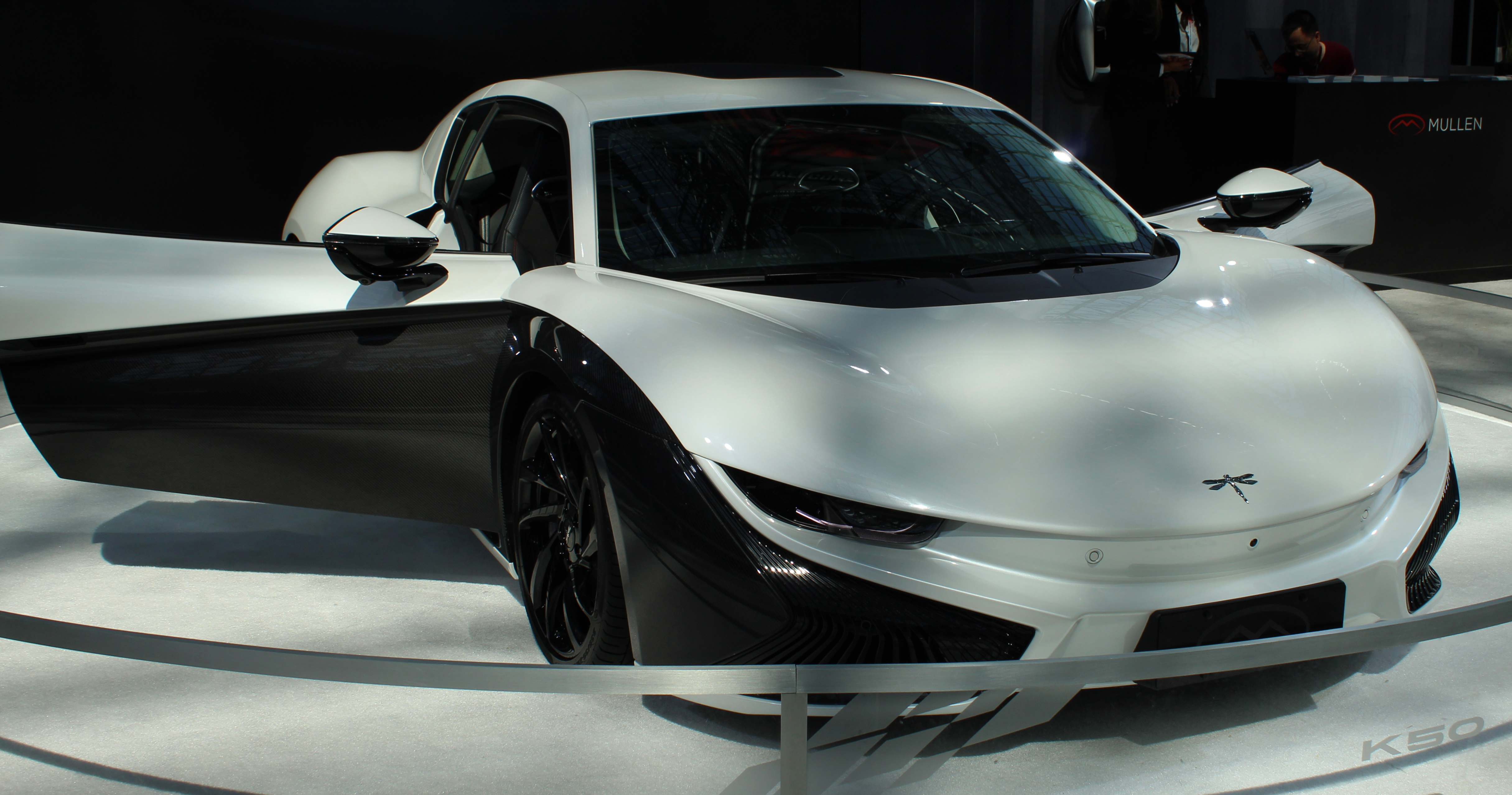
amerykański Mullen Dragonfly

Wiosną 2015 roku chińskie przedsiębiorstwo Qiantu przedstawiło studyjną zapowiedź swojego pierwszego pojazdu, K50. Produkcyjna postać modelu została zaprezentowana po raz pierwszy rok później, w kwietniu 2016 roku jako pierwszy chiński w pełni elektryczny supersamochód.
Qiantu K50 zyskało agresywną stylistykę z ostro zarysowanymi reflektorami i szpiczastym przodem, a także podłużną tylną częścią nadwozia, gdzie umieszczono elektryczny układ napędowy.

### Sprzedaż
Początkowo Qiantu K50 trafiło do sprzedaży wyłącznie z przeznaczeniem na wewnętrzny rynek chiński, jednak pod koniec 2018 roku producent ogłosił plan wkroczenia na rynek Stanów Zjednoczonych. Wiosną 2019 roku Qiantu zapowiedziało początek sprzedaży na 2020 rok przy współpracy z kalifornijskim przedsiębiorstwem Mullen Technologies.  Pod nazwą Mullen Dragonfly samochód miał być tam produkowany w zakładach w Brea po ukończeniu ich budowy, której nie udało jednak dokonać. W listopadzie 2020 Qiantu K50 zniknęło z rynku z powodu niewielkiej sprzedaży.

### Dane techniczne
Układ napędowy K50 rozwija 375 KM mocy i 580 Nm maksymalnego momentu obrotowego, przy czym sprint od 0 do 100 km/h zajmuje pojazdowi 4,6 sekundy, z kolei prędkość maksymalną ograniczono elektronicznie do 200 km/h. Zasięg pojazdu na jednym ładowaniu wynosi 370 kilometrów.